# The Boys Presents: Diabolical
The Boys Present: Diabolical ist eine US-amerikanische Zeichentrickserie, die auf den gleichnamigen Comics von Garth Ennis und Darick Robertson basiert. Die Serie wurde am 4. März 2022 ins Programm von Prime Video aufgenommen.

## Inhalt
The Boys Presents: Diabolical ist eine Anthologie-Miniserie, die eine abgeschlossene Nebengeschichte im Universum von The Boys unter Verwendung verschiedener Animationsstile erzählt.

## Produktion und Veröffentlichung
The Boys Presents: Diabolical wurde für 2021 als Original-Serie des Streamingdienstes Amazon Prime angekündigt. Es stellte sich heraus, dass es sich um eine animierte Anthologieserie handelte, die im „The Boys“-Universum spielt und von Seth Rogen und Evan Goldberg produziert wird. Die Serie besteht aus acht Folgen. Die Drehbücher schrieben Awkwafina, Garth Ennis, Eliot Glazer, Ilana Glazer, Evan Goldberg, Seth Rogen, Simon Racioppa, Justin  Roiland, Ben Bayouth, Andy Samberg und Aisha Tyler. Am 4. März 2022 kam die Serie auf Prime Video raus.

## Synchronisation
| Rolle                       | Englischer Sprecher      |
| --------------------------- | ------------------------ |
| Homelander                  | Antony Starr             |
| Billy Butcher               | Jason Isaacs             |
| Wee Hughie                  | Simon Pegg               |
| Queen Maeve                 | Dominique McElligott     |
| The Deep                    | Chace Crawford           |
| Madelyn Stillwell           | Elizabeth Shue           |
| Stan Edgar                  | Giancarlo Esposito       |
| Jack from Jupiter, Ironcast | Kevin Michael Richardson |
| Kingdoms Vater, Simon       | Ben Schwartz             |
| Areola, Sky, Turd           | Awkwafina                |
| Vik                         | Kumail Nanjiani          |
| Nubier                      | Aisha Tyler              |

## Episodenliste
Die komplette Staffel wurde am 4. März 2022 auf Prime Video sowohl im Original als auch auf Deutsch erstveröffentlicht, in den Zeitzonen UTC-12 bis UTC-6 bereits am 3. März 2022.
| Nr. (ges.) | Nr. (St.) | Deutscher Titel                                                    | Originaltitel                                               | Regie                               | Drehbuch                   |
| ---------- | --------- | ------------------------------------------------------------------ | ----------------------------------------------------------- | ----------------------------------- | -------------------------- |
| 1          | 1         | Laser-Baby auf Abwegen                                             | Laser Baby’s Day Out                                        | Crystal Chesney, Derek Lee Thompson | Evan Goldberg              |
| 2          | 2         | Ein animierter Kurzfilm, in dem angepisste Supes ihre Eltern töten | An Animated Short Where Pissed-Off Supes Kill Their Parents | Parker Simmons                      | Ben Bayouth                |
| 3          | 3         | Der Dealer                                                         | I’m Your Pusher                                             | Giancarlo Volpe                     | -                          |
| 4          | 4         | Boyd in 3D                                                         | Boyd in 3D                                                  | Naz Ghodrati-Azadi                  | Eliot Glazer, Ilana Glazer |
| 5          | 5         | Beste Freunde                                                      | BFFs                                                        | Madeleine Flores                    | Awkwafina                  |
| 6          | 6         | Duell der Nubier                                                   | Nubian Vs Nubian                                            | Matthew Bordenave                   | Aisha Taylor               |
| 7          | 7         | John und Sun-Hee                                                   | John and Sun-Hee                                            | Steve Ahn                           | Andy Samberg               |
| 8          | 8         | Eins plus eins ergibt zwei                                         | One Plus One Equals Two                                     | Jae H. Kim, Giancarlo Volpe         | Simon Racciopa             |